# Aeroportul Bunyu
Aeroportul Bunyu (IATA: BYQ, ICAO: WALV) este un aeroport din Bunyu⁠(d), Bulungan⁠(d), Kalimantan Utara⁠(d), Indonezia.
Situat la o altitudine de 39 m, aeroportul dispune de o singură pistă.